# Tetrastichus euplectri
Tetrastichus euplectri är en stekelart som beskrevs av Charles Joseph Gahan 1914. Tetrastichus euplectri ingår i släktet Tetrastichus och familjen finglanssteklar. Inga underarter finns listade i Catalogue of Life.